# Llista d'alcaldes d'Atenes
L'alcalde d'Atenes és el cap del municipi d'Atenes, el districte més gran de la ciutat d'Atenes.

## Tercera República Hel·lènica (1974–actualitat)
| Alcalde | Alcalde                                                   | Alcalde               | Took office            | Left office                      | Party           | Coalició                                             | Coalició                                                                |
| ------- | --------------------------------------------------------- | --------------------- | ---------------------- | -------------------------------- | --------------- | ---------------------------------------------------- | ----------------------------------------------------------------------- |
| 36      |                                                           | Konstantinos Darras   | 25 de setembre de 1974 | 6 de juny de 1975                | Independent     |                                                      | Independents 1974 – 1975                                                |
| 37      | Ioannis Papatheodorou                                     | 6 de juny de 1975     | 1 de gener de 1979     | Unió de Centre-Noves Forces      |                 | Unió de Centre-Noves Forces 1975 – 1979              |                                                                         |
| 38      | Dimitris Beis                                             | 1 de gener de 1979    | 31 de desembre de 1986 | Moviment Socialista Panhel·lènic |                 | Moviment Socialista Panhel·lènic 1979 – 1987         |                                                                         |
| 39      | Miltiadis Evert                                           | 1 de gener de 1987    | 15 de maig de 1989     | Nova Democràcia                  |                 | Nova Democràcia 1987 – 1989                          |                                                                         |
| 40      | Nikolaos Giatrakos                                        | 15 de maig de 1989    | 31 de desembre 1990    | Independent                      |                 | Nova Democràcia 1989 – 1991                          |                                                                         |
| 41      | Antonis Tritsis                                           | 1 de gener de 1991    | 22 d'abril de 1992     | Greek Radical Movement           |                 | Nova Democràcia - Greek Radical Movement 1991 – 1992 |                                                                         |
| 42      | Leonidas Kouris                                           | 22 d'abril de 1992    | 31 de desembre de 1994 | Nova Democràcia                  |                 | Nova Democràcia 1992 – 1995                          |                                                                         |
| 43      |                                                           | Dimitris Avramopoulos | 1 de gener de 1995     | 31 de desembre de 2002           | Nova Democràcia |                                                      | Nova Democràcia 1995 – 2002                                             |
| 44      |                                                           | Dora Bakoyannis       | 1 de gener de 2003     | 23 de febrer de 2006             | Nova Democràcia |                                                      | Nova Democràcia - Athens Tomorrow 2002 – 2006                           |
| 45      |                                                           | Theodoros Bechrakis   | 23 de febrer de 2006   | 31 de desembre de 2006           | Nova Democràcia |                                                      | Nova Democràcia - Athens Tomorrow 2006 – 2007                           |
| 46      |                                                           | Nikitas Kaklamanis    | 1 de gener de 2007     | 31 de desembre de 2010           | Nova Democràcia |                                                      | Nova Democràcia - LAOS 2007 – 2011                                      |
| 47      |                                                           | Giorgos Kaminis       | 1 de gener de 2011     | 2 de maig de 2019                | Independent     |                                                      | PASOK - DIMAR - Ecologist Athens - Drassi - Aliança Liberal 2011 – 2014 |
| 47      | Olive Tree - DIMAR - Drassi - Recreate Greece 2014 – 2019 | Giorgos Kaminis       | 1 de gener de 2011     | 2 de maig de 2019                | Independent     |                                                      |                                                                         |
| 48      |                                                           | Giorgos Broulias      | 8 de maig de 2019      | En el càrrec                     | Independent     |                                                      | Olive Tree - DIMAR - Drassi - Recreate Greece 2019 – Incumbent          |